# Diplodonta verrilli
Diplodonta verrilli är en musselart som beskrevs av Dall 1900. Diplodonta verrilli ingår i släktet Diplodonta och familjen Ungulinidae. Inga underarter finns listade i Catalogue of Life.